# Friend (Nebraska)
Friend és una població dels Estats Units a l'estat de Nebraska. Segons el cens del 2000 tenia 1.174 habitants.

## Demografia
Segons el cens del 2000, Friend tenia 1.174 habitants, 475 habitatges, i 326 famílies. La densitat de població era de 566,6 habitants per km².
Dels 475 habitatges en un 29,1% hi vivien nens de menys de 18 anys, en un 61,9% hi vivien parelles casades, en un 4,4% dones solteres, i en un 31,2% no eren unitats familiars. En el 29,1% dels habitatges hi vivien persones soles el 16,4% de les quals corresponia a persones de 65 anys o més que vivien soles. El nombre mitjà de persones vivint en cada habitatge era de 2,36 i el nombre mitjà de persones que vivien en cada família era de 2,92.
Per edats la població es repartia de la següent manera: un 24,8% tenia menys de 18 anys, un 4,6% entre 18 i 24, un 22,1% entre 25 i 44, un 21,6% de 45 a 60 i un 26,8% 65 anys o més.
L'edat mediana era de 44 anys. Per cada 100 dones de 18 o més anys hi havia 88,7 homes.
La renda mediana per habitatge era de 34.833 $ i la renda mediana per família de 40.667 $. Els homes tenien una renda mediana de 32.946 $ mentre que les dones 17.829 $. La renda per capita de la població era de 17.422 $. Aproximadament el 4,9% de les famílies i el 6,8% de la població estaven per davall del llindar de pobresa.

## Naixements il·lustres
- Anna Louise Strong, escriptora

## Poblacions més properes
El següent diagrama mostra les poblacions més properes.